# Didier Faivre-Pierret
Didier Faivre-Pierret (Pontarlier, 20 d'abril de 1965) va ser un ciclista francès. Va prendre part en els Jocs Olímpics de Barcelona de 1992, en què guanyà una medalla de bronze en la prova de contrarellotge per equips.

## Palmarès
- 1992
  -  Medalla de bronze als Jocs Olímpics de Barcelona en contrarellotge per equips (amb Philippe Gaumont, Hervé Boussard i Jean-Louis Harel)
  - 1r a la París-Troyes
- 1993
  - 1r a la Boucle de l'Artois
- 1994
  - Vencedor d'una etapa al Tour de Loir i Cher